# درختان در اسطوره‌شناسی
درختان در اسطوره‌شناسی به بررسی درختانی می‌پردازد که از زمانهای کهن نماد مورد علاقه مردم بوده‌اند و وارد در اسطوره‌شناسی آنها شده‌اند.

## در ایران

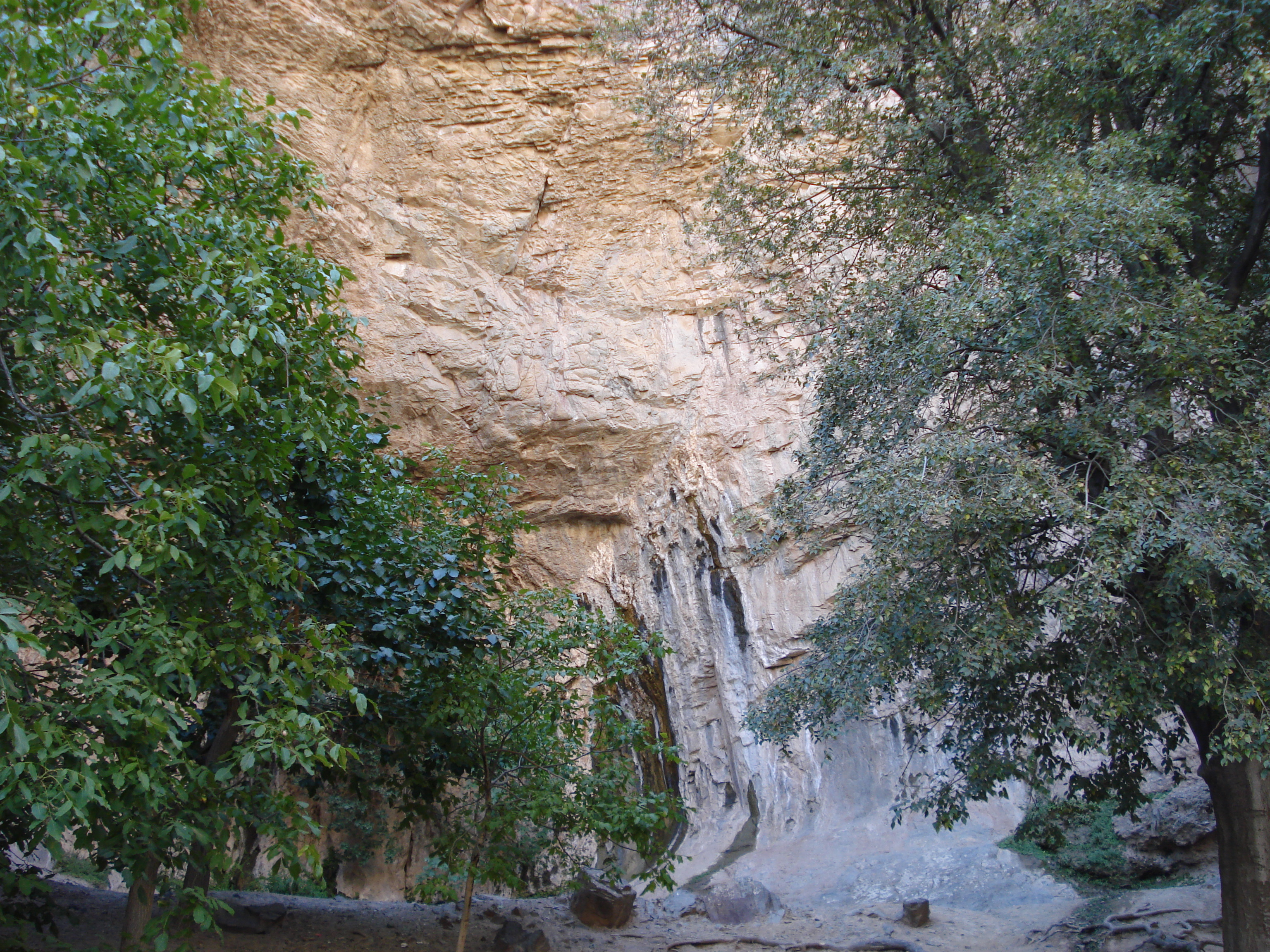
درخت تا درایوان صوفه پیرزیبد-

در فرهنگ ایرانی، همچون بسیاری از اقوام دیگر، برای برخی از گیاهان و درختان نیرو و خواص و تقدس خاصی قائل بوده‌اند.
گل‌ها و گیاهانی ماننداسپند، هوم، گل محمدی، (گل سرخ)، نسترن زرد و سفید، «تهم – Taham چنار و کنار و انار و موز (رز، تاک) و سرو و درختتوت و درخت سنجد و درخت گز ودرخت تاقوک...
در ایران کمتر دهی است که نمونه‌ای از درختان مورد احترام را در خود نداشته باشد، این درختان و درختچه‌های گوناگون، در باور عامهٔ مردم دارای ویژگیهای کم و بیش یکسانی هستند. از جمله اینکه بریدن آنها و حتی شکستن شاخه‌های آنها سبب نابودی یا زیانهای عمده برای شکننده دربر خواهد داشت این درختان برآورندهٔ حاجات نیازمندان بوده، در دفع برخی امراض و چشم زخم مؤثر می‌باشند. نیازمندان بر آن دخیل می‌بندند، پارچه می‌بندند، نخ گره می‌زنند و قندیل می‌آویزند و افسانه‌ها و داستانهای بسیاری در پیرامون آنها نقل می‌شود.
در ایران دو درخت مقدس معروف وجود داشته‌است:
1. درخت سرو

شواهد بسیار زیادی از مقدس بودن سرو نزد آیین‌های کهن ایرانی وجود دارد نوشته‌های بجای مانده از حکایت درخت سرو کشمر که بدستور خلیفه بریده شد و مورد نفرین واقع شد حکایت معروفی در تاریخ اسلام است.
هنوز هم نزد روستاییان خراسان از تقدس برخوردار است که این احترام و تقدس در کتابهای تاریخی نیز منعکس شده‌است و آن داستان سرو کشمر 
است.«در شاهنامه آمده‌است که پیامبر زرتشت، یک درخت سرو شگفت که سرشتی مینوی و اندازه‌ای بسیار بزرگ داشت، در ناحیهٔ کاشمر بر در آتشکدهٔ بُرزین‌مهر بر زمین نشاند.
1. بهشتیش خوان ارندانی همی
2. چرا سروکِشمَرش خوانی همی،
3. چراکش نخوانی نهال بهشت،
4. که چون سرو کِشمَر به گیتی که کشت؟

در متنهای تاریخی پس از اسلام، به نام سروعظیم مقدسی برمی‌خوریم که با زرتشت و موبدان و مغان پیوستگی دارد و تا اواسط قرن نهم میلادی بر سر پا بوده‌است. تا اینکه سرانجام در سال ۸۴۶ میلادی (۲۳۲ هـ ق) به فرمان و فتوای «متوکل» خلیفهٔ عباسی آن را بریده و فرو افکندند».
در تاریخ بیهقی آمده است آن روز که درخت به یک منزلی جعفریه رسید آن شب غلامان، متوکل را بکشتند و آن، اصل سرو ندید و از آن برخوردار نیافت؛ و آن بر یک منزلی جعفریه بماند و در آن سال والی نیشابور که (بریدن) آن فرمود و هر که در آن سعی کرده بود. جمله پیش از جولان حول هلاک شدند. درودگر و آهنگر شاگردان و اصحاب نظاره و ناقلان آن چوب، هیچ‌کس نماندند و این از اتفاقات عجیبه است. (تاریخ بیهقی صفحه ۲۸۱ به بعد)
- درخت تاقوک درخت تاگوک یا داغداغان. یا تَگوک Taghouk یا درخت"" تـَ "" یکی از درختانی است که به همراه درخت سرو نزد ایرانیان باستان از تقدس برخوردار بوده و معمولاً خانم‌ها بر آن پارچه‌ای یا رووش (تکه باریک پارچه) می‌بستند برای رفع بلا یا برآورده شدن حاجات. هنوز هم این سنت در بعضی از مناطق ایران حفظ شده‌است درخت سرو زیبد و درخت تاقوک زیبد درقهستان و همچنین در منطقه ترکمن صحرا و بوانات فارس را می‌توان نام برد.[۳]

1. درخت هوم:

در داستان آفرینش زرتشتیان، گیاه خودروی ریواس که به هنگام رعد و برق در کوه می‌روید، موجب پدیدار شدن بشریت می‌شود.
درمتون زرتشتی همچون «بندهش» و «زاداسپرم» از ده نبرد آفریدگان گیتی با اهریمن سخن به میان آمده که چهارمین آن نبرد گیاه‌است:
«چون چهارم بر گیاه آمد. به مقابله او همان گیاه بکوشید. چون آن گیاه نخستین بخشکید. «امرداد» که او را گیاه نشان گیتی است، وی را برگرفت و او را خرد بکوفت و با آب تیشتری بارانی بیامیخت. پس از باران همه زمین را رستنی‌ها آشکار شد، ده هزار نوع اصلی و یک صدهزار نوع به نوع اندر نوع چنان رستند که از هرگونه‌ای و آیینی بود. او آن ده هزار نوع را به باز پس داشتن ده هزار بیماری آراست. پس از آن یک صد هزار نوع گیاه تخم برگرفت. از گرد آمدن تخم‌ها درخت «همه تخمه» را میان دریای فراخکرد بیافرید که همه گونه (های) گیاهان از او همی رویند و سیمرغ آشیان بدو دارد. هنگامی که از آن به فراز پرواز کند. آنگاه تخم خشک آن را به آب افکند و به باران باز به زمین باریده شود. به نزدیکی آن درخت «هوم سپید» را بیافرید که دشمن پیری، زنده گر مردگان و انوشه گر زندگان (است).»
اما هومچیست: شربتی مقدس از شیره گیاه «افدرا» شده که شاخه‌های آن را در آب می‌شویند و در هاون می‌کوبند و با شاخه‌ای از درخت انار می‌سایند و صاف می‌کنند. این شیره سپس با شیری که با هوم مخلوط می‌شود محصول نهایی است. هوم قبل از مراسم آماده می‌شود و بعد ضمن برخواندن فصلهای ۹–۱۱ یسنا که اختصاص به ستایش هوم دارد مصرف می‌شود. تهیه آن برای دومین بار با یسنا ۲۲ آغاز می‌شود و در مدت خواندن اولین گاهان یسنا ۱۸–۳۴ ادامه می‌یابد.
به نوشته دکتر مهرداد بهار: هَومَ (هُومه) Haoma نام ایزدبانوی درمان و نگاهبان گیاه مقدس و آیینی (هوم) است. جایگاه این ایزدبانو درون درخت «گوکرن» (Gokarn) است. یسنه- هاتهای ۹ تا ۱۱ که هوم یشت خوانده می‌شود، و نیز بیستمین یشت اوستا به نام «هوم یشت» سرود ستایش و نیاش اوست. هوم در اوستا و سوم در سنسکریت نام گیاه مقدسی است که افشره آن گونه‌ای آشامیدنی آیینی بشمار می‌آید و آیین‌ها و نیایش‌های مربوط بدان در اوستای نو و در دین زرتشتی جای ویژه‌ای دارد. از نوشابه هوم با صفت «دوردارنده مرگ» یاد می‌شود و به نوشته بندهش هوم سرور و شهریار گیاهان است و در فرشکرد، بی‌مرگ (اَنوش) را او می‌آرایند.
1. درخت گوکرن:

لغت نامه دهخدا در معنای کلمه «گوکرن» آورده: «درخت زندگی در افسانه‌های ایران باستان که شفابخش هر مرض به شمار می‌رود.»
درخت بس تخمه یا همه تخمه که منشأ تمامی گیاهان جهان است و همه نوع گیاه از او می‌روید. سیمرغ، پرنده اساطیری ایران، بر این درخت آشیان دارد و هر سال، بنا بر متن پهلوی گزیده‌های زاد سپرم، «آن درخت را بیفشاند، آن تخم‌های (فرو ریخته) در آب آمیزد، تیشتر (ایزد باران در اساطیر ایران) آنها را با آب بارانی ستاند، به کشورها باراند» و به این ترتیب، همه نوع گیاه در همه جای زمین روید. این درخت در دریای فراخکرد، دریای بی‌انتهای کیهانی، به همراه درخت «گوکرن» یا «هوم سفید» قرار دارد. درخت گوکرن درخت مهم اساطیری دیگری است که اکسیر جاودانگی را در هنگام بازسازی جهان به مردمان می‌بخشد و بر اثر آن، همه مردم جاودانه بی‌مرگ می‌شوند. بنابر متن پهلوی بندهشن، این درخت برای بازداشتن پیری بد دم است. اهریمن برای از بین بردن این درخت وزغی را در دریای فراخکرد به وجود می‌آورد اما در مقابل، اورمزد دو ماهی مینوی به نام «کر» می‌آفریند که مأمور نگاهبانی از این درخت می‌شوند و همواره یکی از این ماهی‌ها وزغ را زیر نظر دارد. در آغاز آفرینش آدمی نیز درخت به یاری مشی و مشیانه، نخستین زوج بشر، می‌آید. مشی و مشیانه برای طبخ غذای خود نیازمند آتش بودند و آتش مورد نیاز آنان را دو درخت کنار و شمشاد که بنابر اساطیر ایران آتش دهنده‌ترند، فراهم کردند.
1. اسپند
2. درخت خرما
3. درخت پسته یا بنه
4. درخت تاقوک
5. درخت حیات و درخت معرفت
6. کوکنار
7. شاهدانه
8. انجیر
9. انجیر کوهی
10. ریواس

## در هندوستان
درختان و گیاهان نیز به عنوان یکی از مظاهر طبیعت، مورد احترام هندوان هستند به‌طوریکه آنها پیش از قطع یک درخت او را ستایش کرده و عذر خواهی می‌کنند که این نوع احترام به طبیعت با فرهنگ سرخپوستان بسیار مشابهت دارد. مقدس‌ترین گیاه هند، انجیرمقدس (Pippala) است که نماینده ویشنو است. این درخت حتی مورد احترام بوداییان نیز هست زیرا معتقدند که بودا زمانیکه زیر سایه این درخت نشسته بود، به حقیقت دست یافت. از دیگر درختان مقدس می‌توان از درخت پنبه ابریشم نما، درخت تمالا، درخت ویلوا و درخت شمی‌نام برد.

## گل‌ها در اسطوره‌شناسی
گل‌ها نیز بسیار مورد توجه و علاقه هندوان هستند. آنها تقریباً در اکثر مراسم خود از گل به اشکال مختلف استفاده می‌کنند. گل سرخ چینی برای شیوا، گل سفید برای ویشنو، گل نیلوفر برای لکشمی (Laxmi) (الهه ثروت و خوشبختی), گل زرد برای سرسوتی، گل انبه به خدای کام وگل نیلوفر سرخ برای خورشید، نمونه‌هایی از تقدیم گل به خدایان هستند.